# Apocryptus javanicus
Apocryptus javanicus là một loài tò vò trong họ Ichneumonidae.